# Náboženská společnost českých unitářů
Náboženská společnost českých unitářů (NSČU, dříve Náboženská společnost unitářů československých) je česká náboženská společnost. Hlásí se ke společenství světových unitářů a univerzalistů, s nimiž je spojena v organizaci ICUU (Mezinárodní svaz unitářů a univerzalistů).
NSČU je definována jako samostatná, správně i duchovně nezávislá právnická osoba. Organizační uspořádání a působení NSČU jsou demokratické. V čele společnosti i jednotlivých obcí jsou orgány a funkcionáři volení v tajných volbách. Nejvyšším zákonodárným, rozhodčím a dozorčím orgánem NSČU je Sněm NSČU. Jeho výkonným orgánem je Správní sbor NSČU, který je Sněmu odpovědný.

## České unitářství

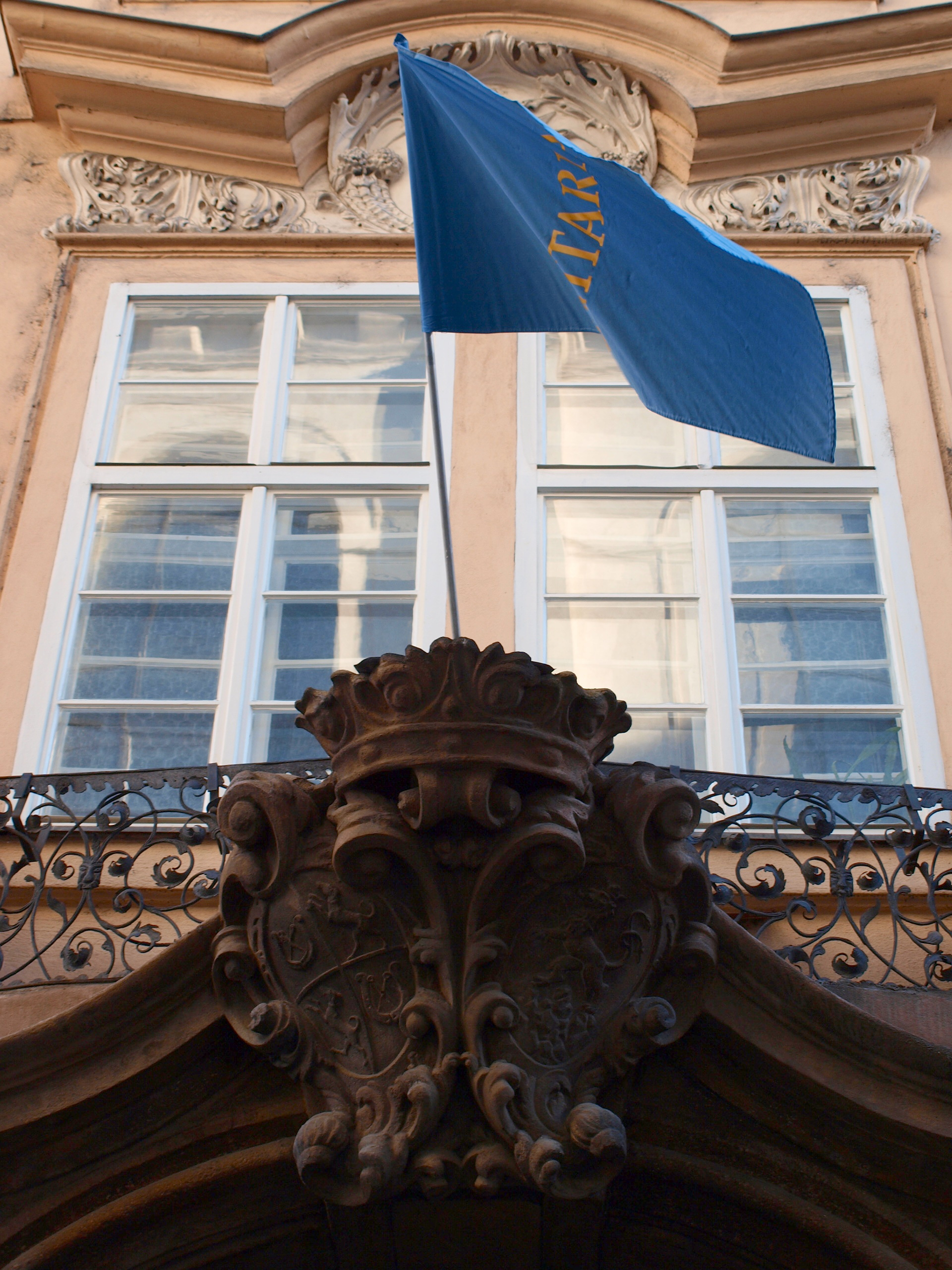
Vlajka UNITARIA na Pöttingovském paláci na Starém Městě v Praze

Vzniklo nedlouho po vyhlášení samostatného Československa, 9. dubna 1922, kdy Norbert Fabián Čapek založil společnost Svobodného bratrství. Unitáři u nás byli uznáni a zaregistrováni v roce 1930 jako Náboženská společnost unitářů československých.
I v době komunistického režimu existovaly unitářské obce prostorem pro duchovní hledání.
3. dubna 2022 duchovní pražské obce Petr Samojský proslovil přednášku na téma "K založení Pražské obce Svobodného bratrství". Vycházel zde z přednášky Norberta Fabiana Čapka z 9. dubna 1922.

## Struktura náboženské společnosti
Je tvořena jednotlivými obcemi a jako vrcholný správní orgán působí ústřední správní sbor. Jednotlivé složky života náboženské společnosti mají na starosti volené orgány a pracovní skupiny. 
Kromě obcí uvedených na mapce níže působí i Obec širšího společenství českých unitářů.

## Unitářství a jeho myšlenky
Unitářství je dnes v mnohých ohledech podobné ostatním náboženstvím, má dávnou tradici, hrdiny a mučedníky, známé průkopnické osobnosti ve vědě i jiných oblastech a také organizační systém pro své aktivity. Nabízí duchovní, teologické a filosofické myšlenky a spisy, snaží se pomoci člověku vést lepší život v lásce, moudrosti, pokoře a naději.
Na rozdíl od jiných náboženských proudů o sobě netvrdí, že bylo založeno na základě zjevení, zázraku nebo nadpřirozené zkušenosti. Neexistuje zde žádné „vyznání víry“ ve smyslu kréda nebo dogmata, žádná kniha, chápaná jako jediné a jedinečné svaté písmo. Při shromážděních se využívá literatura, poezie, náboženské texty různých tradic a kultur, z minulosti i ze současnosti. Důležitá je inspirace, povzbuzení, předání radosti a moudrost.
Respektování a rozvíjení plurality názorů, důraz na toleranci a snášenlivost jsou pravděpodobně jedním z nejzřetelnějších znaků, kterými se unitářství liší od tzv. tradičních náboženství.
Unitářství vznikalo na různých místech zejména od 16. století jako hnutí zejména odporující učení o Boží Trojici, v průběhu akcentující důraz na svobodu svědomí a svobodu náboženského názoru. Sjednocujícím je důraz na bratrství při respektu ke konkrétnímu náboženskému prožívání. Nejvýznamnějším směrem je transylvánské unitářství, reprezentované zejména osobou Francise Dávida.

## Unitářské principy
Unitáři v mnoha zemích na světě místo vyznání víry dávají přednost tzv. principům, které se týkají praktických přístupů k víře, vzájemných vztahů a pohledu na svět. Klasické tři unitářské principy jsou svoboda, rozum, tolerance. V dubnu 2004, byly přijaty Sněmem NSČU po více než roční debatě v obcích (jejich výkladovou část schválil Sněm NSČU v roce 2008) následující principy:
1. Svoboda svědomí a přesvědčení – Svoboda svědomí a přesvědčení patří mezi základní práva člověka. Jako unitáři jsme toho názoru, že svobodu si má uchovat člověk i na duchovní cestě. Protože každý člověk je zcela jedinečnou bytostí, každému také přísluší svoboda hledat svou cestu k Bohu, pravdě, štěstí a smyslu života.
2. Tolerance a porozumění druhým – Upřednostňujeme takovou formu tolerance, která se snaží druhým porozumět, pochopit je a nechat se jejich názory obohatit. Tento postoj neuplatňujeme jen uvnitř náboženské společnosti, ale i mimo ni. Na základě toho respektujeme každý názor, který vede ke kladným životním hodnotám.
3. Používání kritického rozumu i v náboženství – Charakteristickým rysem naší duchovní cesty je hledání a objevování pravdy. Na této cestě skrze vlastní zkušenost a kritickým zvažováním čerpáme z moudrosti náboženství, filozofie, vědy, umění, literatury a dalších zdrojů.
4. Harmonický rozvoj osobnosti – Ať v mládí nebo ve vyšším věku, člověk se vždy může snažit o vlastní zdokonalování. V našem společenství chceme člověka inspirovat tak, aby byl tvůrčí a rozvíjející se osobností a aby pečoval o své tělesné a duševní zdraví.
5. Soucítění, rovnost a spravedlnost v mezilidských vztazích – Láska k bližnímu předpokládá soucítění, rovnost a spravedlnost, které vedou k tomu, abychom se otevírali druhým i světu. Svědomí je nám pak vodítkem při našich konkrétních životních rozhodováních.
6. Respektování hodnoty a důstojnosti každého člověka – Každý člověk je neopakovatelnou bytostí a potřebuje žít tak, aby byla zachována jeho lidská důstojnost. Nikdo nesmí být diskriminován pro svou víru, rasu, národnost, věk, pohlaví, sexuální orientaci, politické přesvědčení nebo jinak.
7. Pomoc druhým a sociální odpovědnost – Nedílnou součástí naší duchovní cesty je pomoc druhým. Služba bližním je praktickou zkouškou našeho duchovního života. Proto podporujeme všechny snahy o sociální spravedlnost v místním i celosvětovém měřítku.
8. Úcta k životu a přírodě – Svět je navzájem propojeným celkem, o který je třeba pečovat a chránit jej. Člověk je jednou z jeho součástí. Jako unitáři chováme úctu k životu, která nás vede k spoluodpovědnosti za stav přírody a světa, a proto podporujeme všechny aktivity, které se snaží nenásilným způsobem tento princip rozvíjet a naplňovat.
9. Demokratický způsob rozhodování – Organizační záležitosti a sporné otázky řešíme demokraticky s vědomím nedokonalosti tohoto způsobu rozhodování.

## Věřící

Věková struktura Náboženské společnosti českých unitářů v České republice roku 2011

| Brno Liberec Ostrava Plzeň Praha Teplice obce Náboženské společnosti českých unitářů; (v Praze tři obce, dvě na stejné adrese) |

## Unitářství v kultuře
NSČU vydala roku 2022 Křížkovy deníky, experimentální deníkový román. Autorem knihy je reverend Petr Samojský (*1966), duchovní Pražské obce unitářů a Obce širšího společenství českých unitářů. Děj sleduje osudy unitářské rodiny Křížků napříč dějinami 20. století. Recenze v Dingiru označuje postavu Emila Křížka za Járu Cimrmana českého unitářství.

## Unitářství k otázkám LGBTQI+
Sněm Náboženské společnosti českých unitářů, konaný ve dnech 12. - 14. dubna 2024 v Ostravě, pod heslem Směřování srdce – nejsme tady sami přijal usnesení přihlašující se k myšlenkám manželství pro všechny. Jak uvedl Náboženský infoservis, stali se tak v otázce stejnopohlavních sňatků jednou z nejliberálnějších náboženských společností v Česku.